# Железный рассудок
«Железный рассудок» — десятый номерной альбом алма-атинской группы Holy Dragons, последний на сегодняшний день русскоязычный альбом.

## История альбома
Так же как и на предыдущем альбоме «Лабиринт Иллюзий» на альбоме «Железный рассудок» содержится четыре песни авторства вокалиста группы Олега «Хольгера» Комарова («Баллада О Братстве», «У Окна», «Прощание», «За Бегом Дней»), записанных в стилистике рок-баллады или «бардовского рока». В целом же альбом выдержан в контрастирующей с этими песнями жесткой стилистике. Кроме того, в альбом вошли две инструментальных композиции («Die Anhalten Uberfallen Uber Konig Penda» и «Sinfonie Uber Barmherzigkeit»). Обе эти композиции, как и некоторые треки этого альбома, являются глубокими переработками материалов группы начала 1990-х годов.
Дизайн обложки и буклетов выполнен гитаристом группы Юргеном. Альбом был выложен в Интернет для бесплатного скачивания, через некоторое время для любителей «физического носителя» он был выпущен российской студией Metalism Records в формате компакт-диска с 20-страничным буклетом.

## Список композиций
- Железный Рассудок 06:14
- Лжепророк 06:25
- Времена 09:45
- Баллада О Братстве 03:16
- У Окна 05:09
- Die Anhalten Uberfallen Uber Konig Penda 04:21
- Прощание 03:09
- Я Не Рок Звезда 04:03
- Sinfonie Uber Barmherzigkeit 01:19
- Колесо Войны 04:07
- Грааль 09:28
- За Бегом Дней 02:32

## Состав группы
- Олег «Хольгер» Комаров — вокал
- Юрген Сандерсон — гитара
- Крис «Торхейм» Кейн — гитара
- Андрей Евсеенко — бас-гитара, бэк-вокал
- Антон Репало — ударные

## Стилистика и тематика альбома
Название альбома и тематика одноименной песни были вдохновлены альбомом группы Black Sabbath Dehumanizer. Из за неоднородности исходного материала (баллады авторства Комарова, старые материалы начала 1990-х годов и новые песни) стилистика альбома получилась несколько неровной. Альбом не является концептуальным, и тематика текстов получилась достаточно разнообразной — от рок-гимна «Я Не Рок Звезда» до фэнтезийной («Грааль», «Баллада о Братстве») и социальной тематики («Колесо Войны»).
В связи с наступившим кризисом альбом был выпущен в виде бесплатно распространяемого интернет-релиза, диски же с альбомом были выпущены лишь спустя два—три месяца после релиза альбома. Это последний на сегодня альбом группы с участием Хольгера Комарова в качестве вокалиста.
Композиция «Anhalten Uberfallen Uber Konig Penda» посвящена королю Мерсии Пенде и его военным подвигам.
Первоначально альбом планировался в виде двойного альбома. По мере работы часть материала была отложена и реализована в 2010 году на альбоме Runaway 12.